# Cyperus ustulatus
Cyperus ustulatus (Engels: Coastal cutty grass of Giant umbrella sedge, Maori: toetoe upoko-tangata) is een cypergrassoort uit de cypergrassenfamilie (Cyperaceae). Het is een robuuste plant, die een hoogte kan bereiken van 0,60 tot 2 meter hoog. De bladeren groeien aan de basis van de halmen. Deze bladeren zijn dun en taai. 
De soort komt voor op het Noordereiland in Nieuw-Zeeland en op de Kermadeceilanden. Op het Zuidereiland komt de soort alleen aan de noordkant voor. Hij groeit daar in kust- en laaglandgebieden. De soort geeft de voorkeur aan habitats als moeras- en kwelgebieden, rivieroevers, lagunes en riviermondingen.
... 
C. alternifolius (Parapluplant) · 
C. articulatus (Ronde bies) · 
C. eragrostis (Bleek cypergras) · 
C. esculentus (Knolcyperus) · 
C. flavescens (Geel cypergras) · 
C. fuscus (Bruin cypergras) · 
C. giganteus (Parasolgras) · 
C. haspan (Dwergpapyrus) · 
C. longus (Rood cypergras) · 
C. papyrus (Papyrusriet)
...